# سری‌لانکا
سری‌لانکا (به انگلیسی: Sri Lanka) با نام رسمی جمهوری دموکراتیک سوسیالیستی سری‌لانکا یک کشور جزیره‌ای است واقع در جنوب آسیا، اقیانوس هند و جنوب کشور هند. نام قدیمی آن سیلان (به فارسی قدیم سَراَندیب یا سراندیب) بود. پایتخت سیاسی آن سری جایاواردنپورا کوته و پایتخت تجاری آن شهر کلمبو است. پیش از سال ۱۹۷۲ به این کشور سیلان می‌گفتند. سری‌لانکا از مستعمرات بریتانیا بود. استعمار انگلیس از قرن ۱۹ و بعد از احاطهٔ این کشور به هند شروع شده و تا زمان استقلال (روز ۴ فوریهٔ ۱۹۴۸)ادامه داشت. جمعیت این کشور حدود ۲۱٬۴۱۳٬۰۰۰ نفر است. زبان‌های رسمی آن سینهالی و تامیل و واحد رایج پول آن روپیه سری‌لانکا است. ۷۵ درصد از مردم این کشور از قوم سینهالی هستند که قومی است هندوآریایی که از شمال هند به سری‌لانکا آمده‌است. ۱۱ درصد از مردم سری‌لانکا نیز از تبار تامیل هستند که قومی است دراویدی.
۷۰٫۲ درصد از مردم سری‌لانکا بودایی، ۱۲٫۶ درصد هندو۹٫۷ درصد مسلمان، ۷٫۴ مسیحی و ۰٫۱ سایر ادیان یا بدون دین هستند. از فراورده‌های مهم سری‌لانکا می‌توان به چای، کینین، قهوه، کائوچو و نارگیل اشاره کرد. سری‌لانکا در منطقه جنوب آسیا از نظر درآمد سرانه در وضعیت خوبی قرار دارد. ببرهای تامیل دولت مرکزی سری‌لانکا را که از زمان استقلال این کشور در سال ۱۹۴۸ در اختیار اکثریت سینهالی بوده، متهم می‌کردند که نسبت به مناطق تامیل‌نشین توجهی نشان نمی‌داده و نسبت به این قوم تبعیض قائل می‌شده‌است. از سال ۱۹۸۳ که شورشیان ببرهای تامیل برای استقلال بخش‌های شمال و شرق سری‌لانکا وارد جنگی ۲۵ ساله با دولت مرکزی شدند، بیش از ۷۰ هزار نفر در ناآرامی‌های این کشور جان خود را از دست دادند. تامیل‌ها خواستار ایجاد یک کشور مستقل در مناطق شمالی و شرقی جزیره سری‌لانکا هستند.
بر پایه داستان‌های پیامبران، آدم پس از رانده‌شدن از بهشت در قله آدم در سری‌لانکا فرود آمد.

## تاریخ
کهن‌ترین یافته‌های انسانی در جزیره سری‌لانکا مربوط به ۳۴ هزار سال پیش و از بقایای انسانی است معروف به انسان بالانگودا.
ساکنان باستانی سری‌لانکا معروف به ودداها از تبار تامیل و زیرمجموعه نژاد تیره‌پوست دراویدی بودند که در گذشته‌ای دور از هند جنوبی به شمال سری‌لانکا آمده بودند. در سال ۵۴۳ پیش از میلاد اما، سینهالی‌ها که از طوایف هند بودند به رهبری شاهزاده ویجایه از محلی در هند به نام سینهاپورا مهاجرت را آغاز کرده و به سری‌لانکا آمدند.
سینهالی‌های هندی بومیان این جزیره را مغلوب کرده و آن‌ها را به جنوب رانده و خود حکومت جدیدی در شمال بنیاد کردند. از آن زمان هشت سده کشمکش میان این دو تیره آغاز شد که تا چند وقت پیش ادامه داشت.
امروزه سینهالی‌ها با بیش از ۱۵ میلیون نفر جمعیت، ۷۵ درصد از مردم سری‌لانکا را تشکیل می‌دهند.
در سده‌های دوازدهم و سیزدهم میلادی، بازرگانان مسلمان بیش از پیش به بازرگانی در این جزیره پرداختند و تا اوایل قرن شانزدهم دادوستد منطقه را در دست داشتند تا این که در سال ۱۵۰۵ میلادی پرتغالی‌ها نواحی ساحلی سری‌لانکا را فتح کردند و خود کنترل اوضاع را در دست گرفتند. در سال ۱۶۵۸ میلادی هلندی‌ها جای پرتغالی‌ها را گرفتند و در سال ۱۷۹۵ انگلستان متصرفات هلند را اشغال و در سال ۱۷۹۸ آن را به مستعمره رسمی خویش تبدیل کرد.
در سال‌های جنگ جهانی اول نهضت استقلال‌طلبی در سیلان به وجود آمد آزادی‌های ظاهری انگلیس نتوانست این نهضت را راضی کند و سرانجام در چهارم فوریه ۱۹۴۸ سیلان به استقلال کامل دست یافت.

## جغرافیا

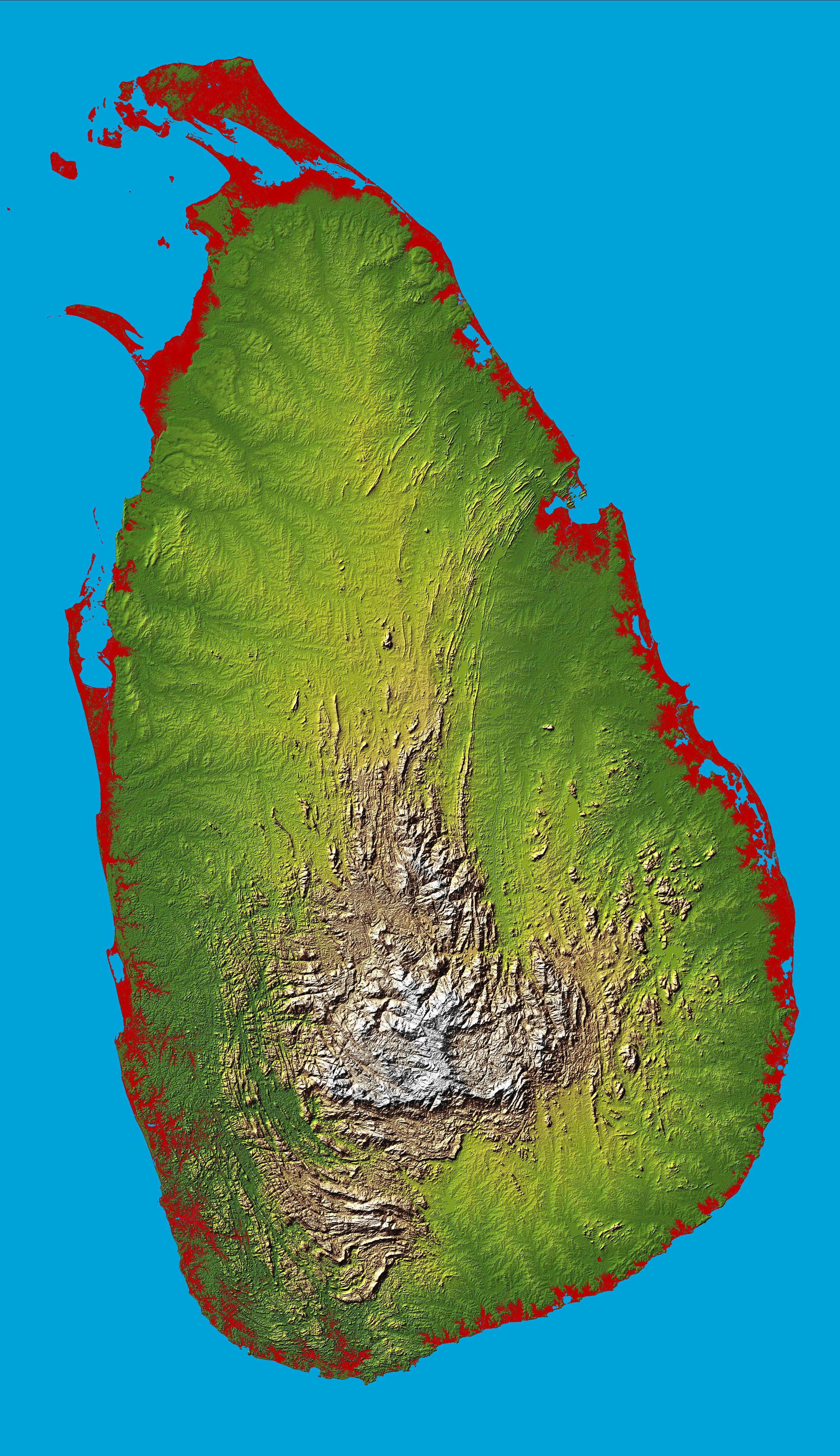
نقشه توپوگرافیک سری‌لانکا.

مساحت سری‌لانکا ۶۵٬۶۱۰ کیلومتر مربع و جمعیت آن ۲۱٫۴ میلیون نفر است. پایتخت این کشور شهر کلمبو با ۶۴۸ هزار نفر جمعیت می‌باشد.
از شهرهای مهم سری‌لانکا می‌توان به: دهیوالا-مانت لاوینیا ۲۱۹ هزار نفر، موراتوا ۱۸۵ هزار نفر، نگومبو ۱۳۷ هزار نفر و سری جایوردنه پورا کوته ۱۱۵ هزار نفر اشاره کرد.
سری‌لانکا از نظر زمین‌شناختی بر روی صفحه تکتونیک هند واقع شده‌است. محل سری‌لانکا در اقیانوس هند در جنوب غرب بین خلیج بنگال است. سری‌لانکا به‌وسیله خلیج منار و تنگه پالک از شبه‌جزیره هند جدا شده‌است. در اسطوره‌های هندی گفته می‌شود که یک پل سرزمینی که امروزه به آن پل آدم گفته می‌شود بین هند و سری‌لانکا وجود داشته‌است. امروزه زنجیره‌ای از صخره‌های آهکی زیر یا روی سطح آب در مسیری بین دو کشور دیده می‌شود که گفته می‌شود تا ۱۴۸۰ امکان عبور به صورت پیاده از آن وجود داشت تا این‌که در آن سال توفان‌های سنگین دریایی عمق آن مسیر را بیشتر کرد.
جزیره سری‌لانکا بیشتر از دشت‌های تپه‌ماهوری ساحلی تشکیل شده و کوهستان‌های آن تنها در مناطق مرکز و جنوب قرار دارند. بلندترین نقطه سری‌لانکا کوه پیدوروتالاگالا است که ۲۵۲۴ متر ارتفاع دارد. آب‌وهوای سری‌لانکا گرم و مرطوب است که این امر نتیجه بادهایی است که از اقیانوس به سمتش می‌وزد.
سری‌لانکا ۱۰۳ رودخانه دارد که طولانی‌ترین آن‌ها رود مَهاولی نام دارد. طول این رودخانه ۳۳۵ کیلومتر است. در مسیر رودخانه‌های سری‌لانکا ۵۱ آبشار طبیعی با ارتفاع ۱۰ متر یا بیشتر دیده می‌شود. بلندترین آن‌ها آبشار بامباراکاندا به ارتفاع ۲۶۳ متر است.
سری‌لانکا دارای ۱۵۸۵ کیلومتر خط ساحلی است. این کشور دارای ۴۰ تالاب است و در سواحل خود ۴۵ خور (خلیج کوچک) دارد. جنگل‌های حرا در سری‌لانکا که بیش از هفت هزار هکتار را می‌پوشاند نقش مهمی در جلوگیری از آسیب شدیدتر امواج سونامی سال ۲۰۰۴ به این کشور را داشت.
در جزیره سری‌لانکا مواد طبیعی ایلمنیت، فلدسپات، گرافیت، سیلیکا، کائولین، میکا و توریم به وفور وجود دارد. وجود نفت و گاز هم در خلیج منار تأیید شده و برنامه‌هایی برای استخراج آن وجود دارد.

## تقسیمات کشوری
کشور سری‌لانکا به ۹ استان، ۲۵ شهرستان، ۲۵۶ بخش، و ۱۴۰۰۸ دهستان تقسیم شده‌است. سری‌لانکا از سده نوزدهم میلادی دارای استان‌هایی بوده‌است اما وضعیت آن‌ها از ۱۹۸۷ قانونی شده‌است. از ۱۹۸۹ تا ۲۰۰۶ دو استان شمالی و شرقی موقتاً با هم ادغام شده و استانی به نام استان شمال-شرق به‌وجود آورده بودند.
در سری‌لانکا همچنین ۱۸ شورای شهرداری و ۱۳ شورای شهر وجود دارد.
| مرکزی        | کندی         | ۵٬۶۷۴  | ۲٬۱۹۱ | ۲٬۵۵۶٬۷۷۴ |
| شرقی         | ترینکومالی   | ۹٬۹۹۶  | ۳٬۸۵۹ | ۱٬۵۴۷٬۳۷۷ |
| شمال مرکزی   | آنورادهاپورا | ۱۰٬۷۱۴ | ۴٬۱۳۷ | ۱٬۲۵۹٬۴۲۱ |
| شمالی        | جافنا        | ۸٬۸۸۴  | ۳٬۴۳۰ | ۱٬۰۶۰٬۰۲۳ |
| شمال غربی    | کورونِگالا    | ۷٬۸۱۲  | ۳٬۰۱۶ | ۲٬۳۷۲٬۱۸۵ |
| ساباراگامووا | راتناپورا    | ۴٬۹۰۲  | ۱٬۸۹۳ | ۱٬۹۱۹٬۴۷۸ |
| جنوبی        | گاله         | ۵٬۵۵۹  | ۲٬۱۴۶ | ۲٬۴۶۵٬۶۲۶ |
| یووا         | بادولا       | ۸٬۴۸۸  | ۳٬۲۷۷ | ۱٬۲۵۹٬۴۱۹ |
| غربی         | کلمبو        | ۳٬۷۰۹  | ۱٬۴۳۲ | ۵٬۸۳۷٬۲۹۴ |

## سیاست

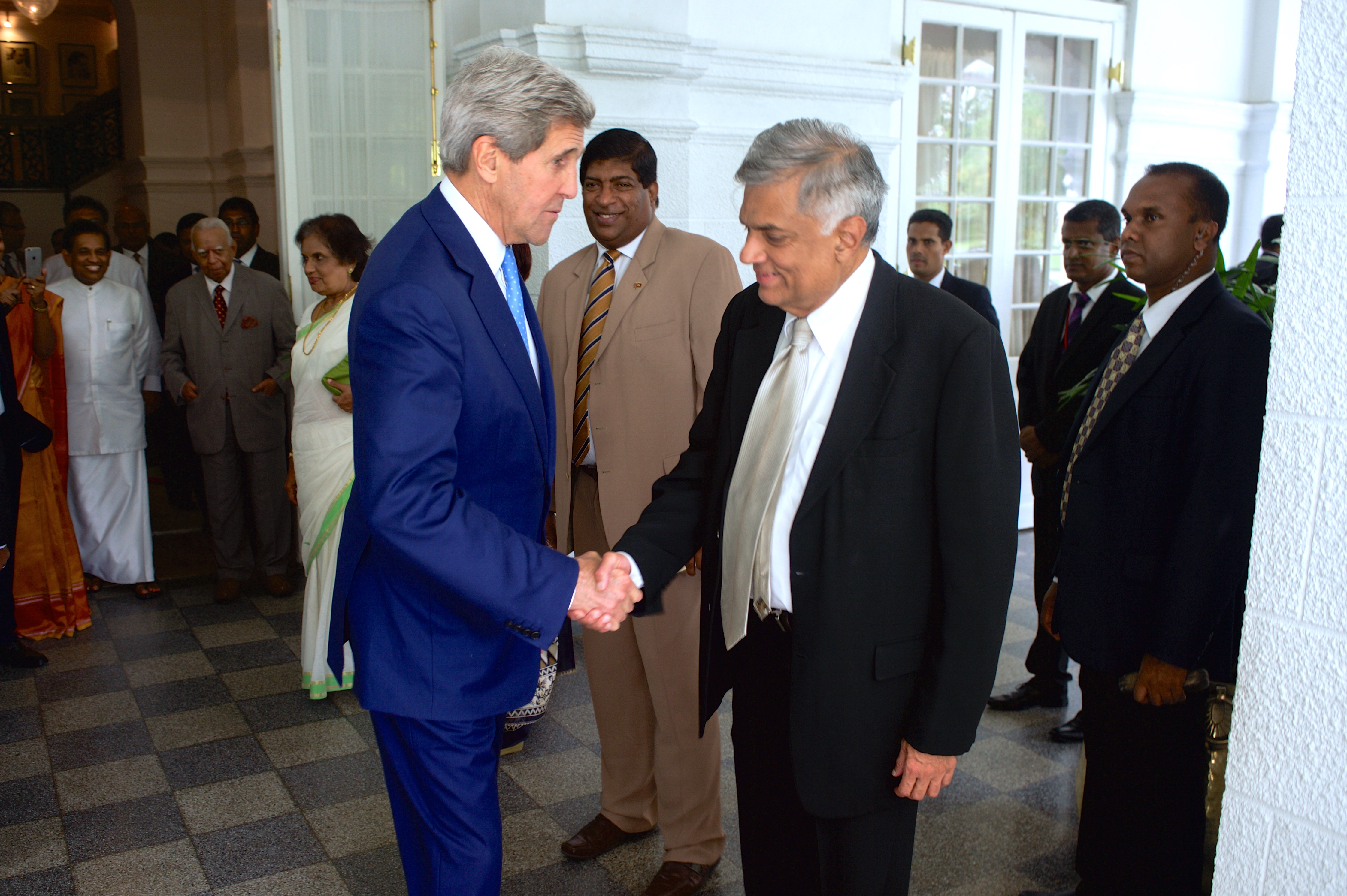
رانیل ویکرماسینگه رئیس‌جمهور سریلانکا و جان کری دیپلمات آمریکایی

سری لانکا یک جمهوری دموکراتیک و یک حکومت متمرکز است که توسط یک نظام نیمه‌ریاستی، با ترکیبی از نظام ریاستی و نظام پارلمانی اداره می‌شود. سری لانکا قدیمی‌ترین دموکراسی در آسیا است. بیشتر مواد قانون اساسی را می‌توان با اکثریتی دوم سومی در پارلمان اصلاح کرد. اصلاح ویژگی‌های ابتدایی معینی نظیر عبارت‌ها در خصوص زبان، دین، و اشاره به سری لانکا به عنوان یک حکومت متمرکز هم به اکثریت دو سومی و نیز تأیید در یک همه‌پرسی ملی دارد.
پس از ترور راناسینگ پرماداسا، دینگیری باندا ویجتونگا از حزب اتحاد ملی در سال ۱۹۸۹ به سمت نخست‌وزیر و در سال ۱۹۹۳ به عنوان رئیس‌جمهور سری‌لانکا انتخاب شد،
سپس رانیل ویکرماسینگه به سمت نخست‌وزیری منصوب شد. در سال ۲۰۰۵ میلادی ماهیندا راجا پاکسا به عنوان رئیس‌جمهور و راتناسیری ویکرمانایکه به سمت نخست‌وزیر انتخاب شدند.

### جنگ داخلی

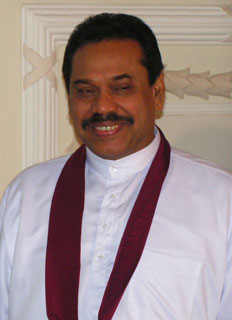
ماهیندا راجاپاکسا.

پس از استقلال درگیری‌های قومی بین تامیل‌ها در شمال و شرق که اکثراً هندو بودند و سینهالی‌ها در جنوب که اکثراً بودایی بودند، از عوامل بی‌ثباتی در این کشور بود.
ببرهای آزادی‌خواه تامیل ایلم که با عنوان ببرهای تامیل شناخته می‌شدند بزرگ‌ترین گروه مسلح ستیزه‌جو و جدایی‌طلب بودند که ایالت مستقلی برای خود ایجاد کردند (الام).
ببرهای تامیل از سال ۱۹۸۳ عملیات خشونت‌آمیز از جمله بمب‌گذاری، آدم‌ربایی، ترور، عملیات انتحاری و حمله به مراکز دولتی را برای دستیابی به هدف خود در پیش گرفتند و نیروهای این گروه بخش‌هایی از مناطق شمال و شرق سری‌لانکا را عملاً در اختیار خود گرفتند. از اواخر دهه ۱۹۹۰، نفرات مسلح ببرهای تامیل توانستند با تحکیم موقعیت خود بر برخی مناطق عملاً نوعی دولت خودمختار در شمال سری‌لانکا ایجاد کنند. کشتار سال ۱۹۹۰ افسران پلیس سری‌لانکا، یک قتل‌عام دسته جمعی بود که در ۱۱ ژوئن آن سال صورت گرفت. اعضای سازمان ببرهای آزادی‌بخش تامیل متهم هستند در این واقعه بیش از ۶۰۰ تن از افسران غیرمسلح پلیس سری‌لانکا را در استان شرقی این کشور کشته‌اند. برخی منابع تلفات این حادثه را ۷۷۴ تن دانسته‌اند.
در سال ۲۰۰۶ ارتش سری‌لانکا به حملات گسترده‌ای علیه مواضع تامیل‌ها دست زد و توانست به تدریج بخش عمده‌ای از مناطق تحت تسلط آنان را در اختیار بگیرد. این درگیری‌ها در سال ۲۰۱۰ میلادی با شکست کامل ببرهای تامیل پایان یافت.
از سوی دیگر، نیروهای دولت سری‌لانکا نیز به موارد متعدد و گسترده نقض حقوق بشر در مراحل پایانی جنگ‌های داخلی این کشور متهم هستند که در ماه مه سال ۲۰۰۹ خاتمه یافت. از جمله این اتهامات می‌توان به کشتن ۴۰ هزار غیرنظامی تامیل در هفته‌های پایانی درگیری‌ها اشاره کرد.

## اقتصاد

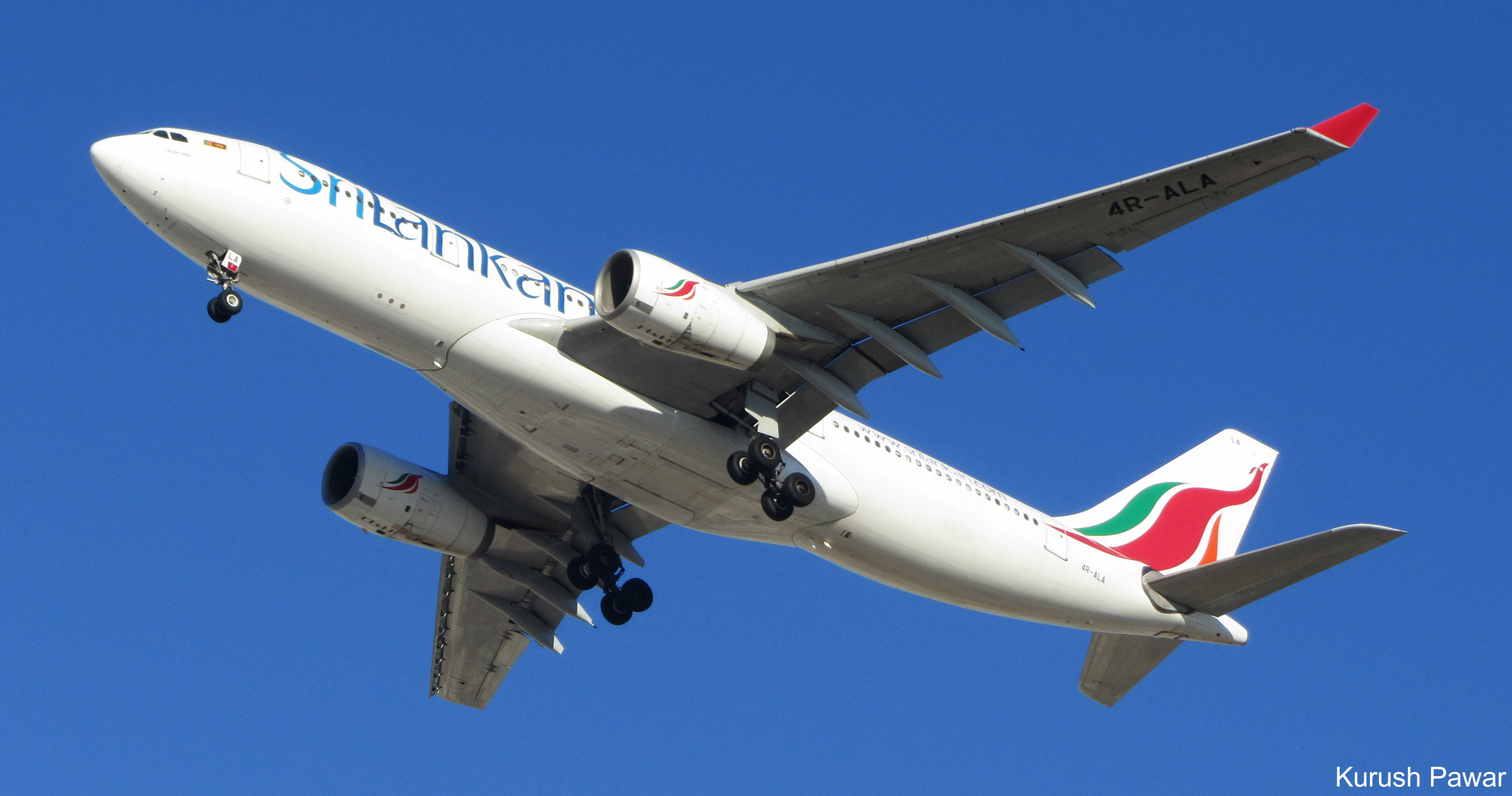
هواپیمای ایرباس ای۳۳۰ متعلق به سریلانکان ایرلاینز

کشور سری‌لانکا در جنوب شبه قاره هند یکی از ضعیف‌ترین اقتصادهای آسیا را داراست. ارزش تولید ناخالص داخلی این کشور که ۲۲ میلیون نفر جمعیت دارد و ۶۰ درصد از آن وابسته به بخش خدمات است، در پایان سال ۲۰۰۹ به حدود ۸۷ میلیارد دلار رسید. کشاورزی یک بخش مهم در اقتصاد سری‌لانکا است به‌طوری‌که یک سوم نیروی کار این کشور در این بخش و فعالیت‌های مرتبط با آن مشغول به کار هستند. بخش کشاورزی ۱۲ درصد تولید ناخالص ملی سری‌لانکا را در سال ۲۰۰۹ به خود اختصاص داد. این بخش همچنین یک منبع مهم مواد خام و درآمدهای ارزی است.
عملکرد ضعیف این بخش را می‌توان به سطح پایین سرمایه‌گذاری، وابستگی زیاد به بارش‌های اتفاقی نزولات آسمانی، روش‌های سنتی برداشت محصول، کمبود اعتبارات و ضعف زیربنای اقتصادی از جمله مشکلات حمل ونقل، ضعف نظام بازاریابی، کنترل دولت بر زمین و ناسازگاری سیاست‌های تجاری نسبت داد. دخالت دولت در بخش کشاورزی مثل سایر بخش‌ها اساسی و قابل توجه‌است.
بخش صنعت سری‌لانکا ۲۸ درصد از تولید ناخالص داخلی این کشور در سال ۲۰۰۹ را به خود اختصاص داده و عمدتاً فعالیت‌های صنعتی سری‌لانکا در بخش منسوجات و پوشاک است. با این وجود صادرات منسوجات و پوشاک سری‌لانکا رقابت‌پذیری خود را در بازارهای جهانی از دست داده‌است.
هر چند تولید ناخالص داخلی این کشور در سال ۲۰۰۹ حدود ۵/۳ درصد رشد داشت ولی آثار ناشی از رکود اقتصاد جهانی به نحو قابل توجهی از سرعت رشد اقتصاد این کشود در دو سال اخیر کاسته‌است. هم اینک درآمد سرانه ملی این کشور حدود ۴۵۰۰ دلار تخمین زده می‌شود و فقر همچنان در این کشور مخصوصاً در مناطق روستایی به شکل گسترده وجود دارد.
با وجود توفیقات اقتصادی دست یافته در پنج سال اخیر با این حال اقتصاد این کشور همچنان شکننده باقی مانده‌است. رشد و رونق اقتصادی پایدار در سری‌لانکا بستگی به موفقیت مقامات این کشور در برقراری صلح، آرامش و ثبات سیاسی، اجرای اصلاحات ساختاری و اقتصادی در سطح کلان، جبران کسری‌های مالی و مشارکت بیشتر بخش خصوصی در اقتصاد دارد که می‌تواند کارایی اقتصادی و رقابت‌پذیری را در سطح اقتصاد بهبود بخشد.
سیستم اقتصادی سری‌لانکا مبنی بر اقتصاد آزاد برنامه‌ریزی شده و سیاست ترغیب و توسعه صادرات یکی از هدف‌های عمده سیاست اقتصادی این کشور است. اگرچه به نظر می‌رسد در سال‌های اخیر سیاست تجاری این کشور بیشتر متوجه گسترش ترتیبات منطقه‌ای بوده‌است که از آن به عنوان ابزاری برای گسترش آزادسازی تجاری استفاده می‌کند.
همچنین کاهش کسری بودجه و غلبه بر بحران بدهی، فروش بنگاه‌های ناکارا و زیانده دولتی و اصلاح نظام مالیاتی با هدف افزایش درآمد مالیاتی از جمله اهداف مهم دولت سری‌لانکا است.
سری‌لانکا ۷ میلیون و ۶۴۰ هزار نفر نیروی کار دارد که ۳۲درصد از آن‌ها در بخش کشاورزی، ۲۶ درصد دربخش صنعت و ۴۲ درصد در بخش خدمات شاغلند. نرخ بیکاری در این کشور که سال ۲۰۰۷ حدود ۴/۵ درصد بود به واسطه رکود اقتصاد جهانی در پایان سال ۲۰۰۹ به ۷ درصد رسید.
۲۳درصد از مردم سری‌لانکا زیر خط فقر زندگی می‌کنند و در سال ۲۰۰۹ نرخ تورم در این کشوربه ۳/۳ درصد رسید.

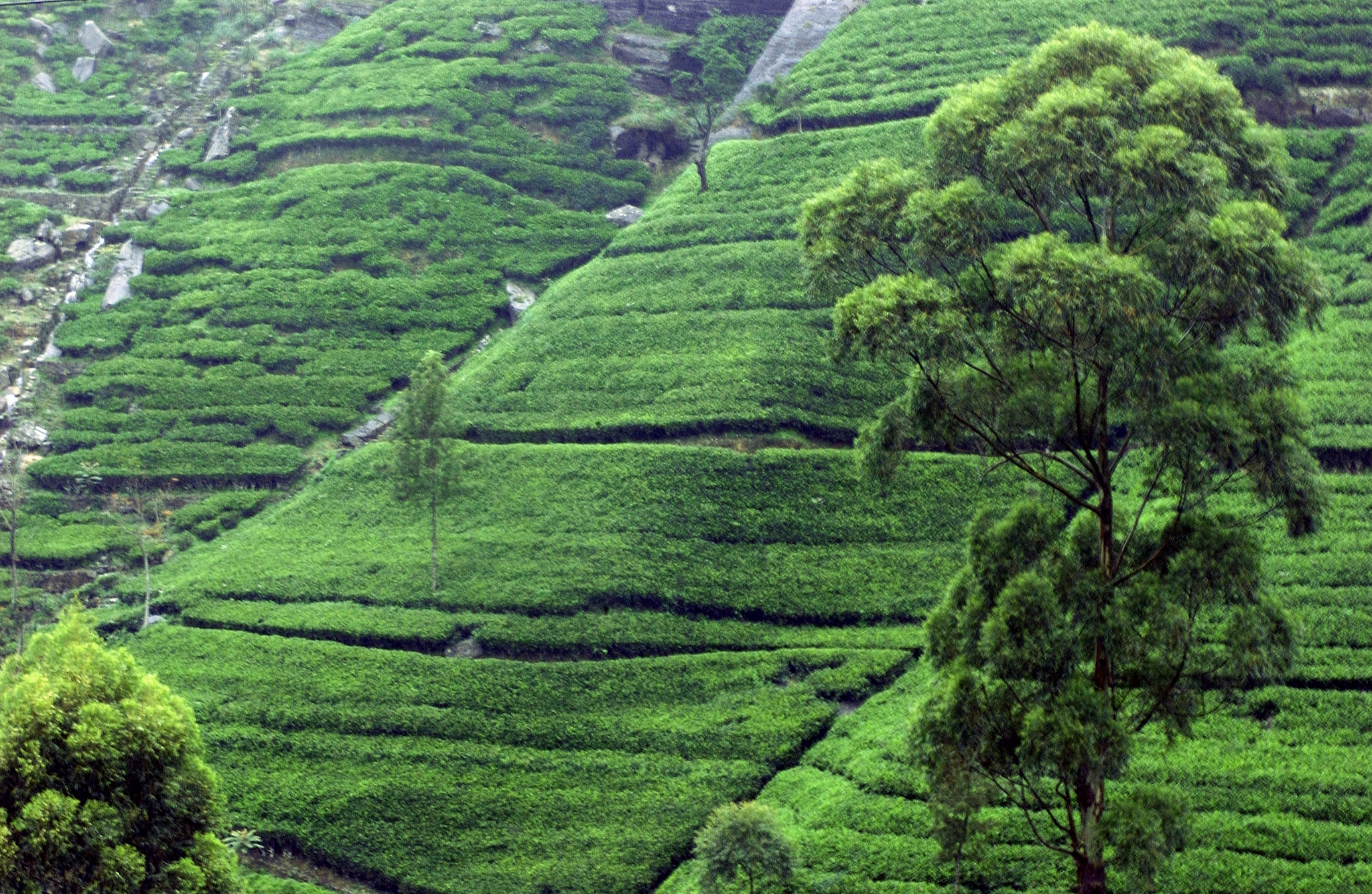

ارزش صادرات سری‌لانکا در پایان سال ۲۰۰۹ به ۷ میلیارد و ۳۰۰ میلیون دلار رسید که شامل کالاهایی نظیر منسوجات، چای، برنج، فلفل، الماس، زمرد، یاقوت، نارگیل، الوار و ماهی بود. در این سال آمریکا ۲۷٫۷٪، انگلیس ۱۱٫۳٪، هند ۹٫۳٪، بلژیک ۴٫۸٪ و آلمان ۴٪ از بازار صادرات سری‌لانکا را به خود اختصاص دادند.
محصولات وارداتی این کشور شامل پارچه‌های فابریک، مواد معدنی، نفت، مواد غذایی و ماشین‌آلات و تجهیزات حمل و نقل است که از کشورهای هند ۱۹٫۶٪، چین ۱۰٫۵٪، سنگاپور ۸٫۸٪، ایران ۵٫۷٪، مالزی ۵٫۱٪، هنگ‌کنگ ۴٫۲٪ و ژاپن ۴٫۱٪ وارد می‌شود. سری‌لانکا ظرف سال ۲۰۰۹ بیش از ۹ میلیارد و ۸۰۰ میلیون دلار کالا از کشورهای دیگر کالا وارد کرد.
اصلاحات ساختاری و نهادی گسترده‌تر شامل اصلاحات مالیاتی، مالکیت دولتی، نظام مالی و زیربنای اقتصادی می‌تواند رقابت‌پذیری و رشد تنوع صادرات سری‌لانکا را در صحنه اقتصاد بین‌الملل فزونی بخشد. سیاست‌های مؤثر در آزادسازی گسترده‌تر نظام تجاری و سرمایه‌گذاری سری‌لانکا در موفقیت این اصلاحات نقش اساسی دارد. طبیعت زیبا، سواحل آرام و سرسبز و وجود پارک‌های طبیعی در سری‌لانکا موجب شده تا این کشور همه ساله گردشگران زیادی را به خصوص از کشورهای اروپایی جذب کند که به لحاظ اقتصادی یکی از منابع عمده ارزی این کشور محسوب می‌شود. طبق آمار سال ۲۰۰۸ درآمد ارزی به دست آمده از این صنعت بالغ بر ۷۰۰ میلیون دلار بوده‌است. دولت سری‌لانکا به منظور تشویق جهانگردان، قوانین ورود به این کشوررا آسان کرده و ویزای توریستی را تا حد اکثر یک ماه در فرودگاه صادر می‌کند. گردشگران، تجار و صادرکنندگانی که قصد عزیمت به سری‌لانکا را داند باید بدانند که همراه داشتن ارز بیش از ۱۰هزار دلار (در صورتی‌که هنگام ورود اعلام نشود) در این کشور جرم محسوب می‌شود و پیگرد قانونی دارد.
سری‌لانکا بیش از ۴ میلیارد و ۳۰۰ میلیون دلار ذخایر ارزی خارجی دارد و به لحاظ اقتصادی در بانک توسعه آسیا، سازمان بین‌المللی خواربار و کشاورزی، گروه ۱۵، گروه ۲۴، گروه ۷۷، بانک بین‌المللی ترمیم و توسعه، اتاق بازرگانی بین‌المللی، بانک جهانی، سازمان بین‌المللی کار، صندوق بین‌المللی توسعه کشاورزی، جامعه بین‌المللی توسه، سازمان بین‌المللی دریانوردی، اتحادیه بین‌المللی ارتباطات، جنبش عدم تعهد، کمیسیون توسعه وتجارت ملل متحد، سازمان توسعه صنعتی ملل متحد، سازمان جهانی پست، اتحادیه بین‌المللی کنفدراسیون‌های کارگری، سازمان جهانی مالکیت معنوی و سازمان تجارت جهانی عضو است.
مجموع بدهی‌های بین‌المللی سری‌لانکا تا پایان سال ۲۰۰۹ در حدود ۲۰ میلیارد دلار تخمین زده می‌شود و از این حیث بانک جهانی بارها کمک‌های مالی زیادی برای جبران بدهی‌های مالی به این کشور کرده‌است.
واحد پول سری‌لانکا روپیه است که هر ۱۳۵ روپیه با یک دلار آمریکا برابری می‌کند (میانگین قیمت سال ۲۰۱۲). با وجود افزایش جمعیت سری‌لانکا در طی سال‌های پس از استقلال، توسعه سیستم حمل و نقل در این کشور با آن هماهنگی نداشته و عمده مردم کشور توسط اتوبوس به مناطق مختلف جابه‌جا می‌شوند. با توجه به وضعیت نامناسب جاده‌ها و ازدیاد خودروهای شخصی مسائل ترافیکی در شهرها به‌وجود آمده‌است. همچنین در قریب به اتفاق شهرهای اکثراً سه چرخه (بجای) به عنوان تاکسی مورد استفاده قرار می‌گیرد. اولین بزرگراه این کشور بطول تقریبی ۱۰۰ کیلومتر، که کلمبو را به سواحل توریستی و دیدنی گاله در جنوب متصل می‌کند در سال ۲۰۱۱ به بهره‌برداری رسید.
سری‌لانکا بجز در پایتخت خود (کلمبو) فرودگاه مناسبی جهت نشست و برخاست هواپیماهای پهن پیکر ندارد و برای سفر به سایر شهرهای این کشور باید از خودرو استفاده کرد. دو فرودگاه بزرگ جدید یکی در غرب و دیگری در شرق در حال ساخت می‌باشند.

## مردم
| دین در سری‌لانکا                     | دین در سری‌لانکا | دین در سری‌لانکا | دین در سری‌لانکا | دین در سری‌لانکا |
| ----------------------------------- | --------------- | --------------- | --------------- | --------------- |
| مذهب                                | مذهب            |                 | درصد            | درصد            |
| بودایی                              | بودایی          |                 | ۷۰٪             | ۷۰٪             |
| هندو                                | هندو            |                 | ۱۳٪             | ۱۳٪             |
| مسلمان                              | مسلمان          |                 | ۱۰٪             | ۱۰٪             |
| مسیحی                               | مسیحی           |                 | ۷٪              | ۷٪              |
| غیره                                | غیره            |                 | ۰٫۰۴٪           | ۰٫۰۴٪           |
| منابع: (مرکز تحقیقات پیو) و سرشماری |                 |                 |                 |                 |

جمعیت این کشور ۲۱٫۴ میلیون نفر است. زبان‌های رسمی آن سینهالی و تامیل است. ۷۵ درصد از مردم این کشور از قوم سینهالی هستند که قومی است آریایی که از شمال هند به سری‌لانکا آمده‌است. ۱۱ درصد از مردم سری‌لانکا نیز از تبار تامیل هستند که قومی است دراویدی.
۷۰ درصد از مردم سری‌لانکا بودایی، ۱۳ درصد هندو و ۱۰ درصد مسلمان هستند. جشنواره سالانه موسوم به «روز بودا» برای بوداییان سری‌لانکا مناسبتی ویژه است..
در سری‌لانکا جمعیت کوچکی از زرتشتیان نیز سکونت دارند که از پارسیان هند هستند که در زمان حکم‌رانی بریتانیا بر منطقه، به سیلان آمدند. شمار پارسیان سری‌لانکا اما در سال‌های اخیر به‌مرور رو به کاهش گذاشته‌است

## نیروهای نظامی

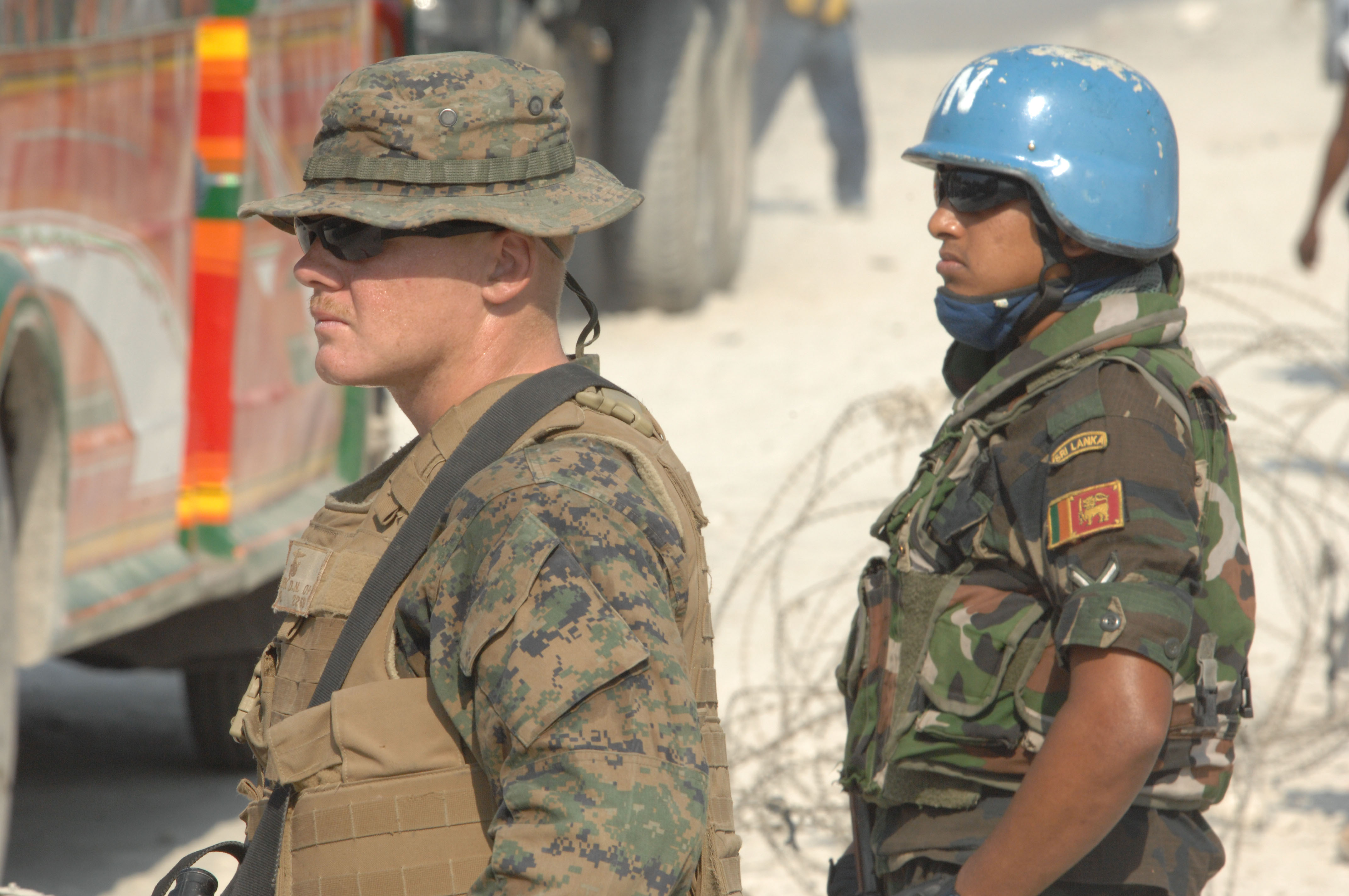
نیروی صلح‌بانی سری‌لانکایی در کنار تفنگدار دریایی آمریکا

نیروهای مسلح سری‌لانکا شامل ارتش سری‌لانکا، نیروی دریایی سری‌لانکا و نیروی هوایی سری‌لانکا و تحت فرماندهی وزارت دفاع است و خدمت وظیفه عمومی ندارد. کل سه واحد دارای ۲۵۹٫۰۰۰ پرسنل و نزدیک به ۳۶٫۰۰۰ نفر رزرو است. واحدهای شبه‌نظامی سری‌لانکا شامل، نیروهای ویژه، نیروی امنیتی شهروندی و گارد ساحلی سری‌لانکا می‌شود.
نیروهای مسلح سری‌لانکا تا به حال تحت عنوان نیروهای صلح سازمان ملل مأموریت‌هایی را در لبنان، چاد و هائیتی انجام داده‌است.